# Адолф VII (Холщайн-Кил)
Адолф VII (IX) фон Холщайн (на немски: Adolf VII (IX) von Holstein; „der Milde“; * ок. 1327 или 15 юли 1329; † 26 януари 1390) е граф на Холщайн-Кил (ок. 1359 – 1390) и на Холщайн-Пльон (ок. 1359 – 1390).

## Биография
Той е единственият син на граф Йохан III фон Холщайн-Кил-Пльон († 1359) и първата му съпруга Катарина от Глогов († 1327), вдовица на маркграф Йохан V от Бранденбург (1302 – 1317), дъщеря на херцог Хайнрих III от Глогов.
Той се жени през декември 1362 г. за Анна фон Мекленбург-Шверин (* 1343; † 1415), дъщеря на херцог Албрехт II фон Мекленбург-Шверин (1318 – 1370) и първата му съпруга принцеса Еуфемия Ериксдотер от Швеция (1317 – 1370). Те нямат деца.
Адолф VII управлява в мир. Умира бездетен и е погребан в катедралата на Хамбург. Наследен е от Николаус фон Холщайн-Рендсбург.